# 苏丹红一号
苏丹红一号（Sudan I，分子式：C
16H
12N
2O）也称为苏丹一号，是一种工业用油溶性偶氮染料，也被工业应用中称为溶剂黄 14或油溶黄R。
苏丹一号的化学名为1-苯基偶氮-2-萘酚，在不同的生产厂商的产品目录中有不同的别称和商品名（见后）

## 危险性和人身保护
- 危险性：
  - 有限的致癌证据
  - 可能引起皮肤接触过敏
  - 可能对水生环境有长期负面作用
  - 影响可能会无法取消
- 人身保护：
  - 不要呼吸其粉尘
  - 穿戴适当的防护服装及手套
  - 如果吞服，立即寻求医生帮助或按照标签指导操作
  - 避免释放到环境中

## 工业应用

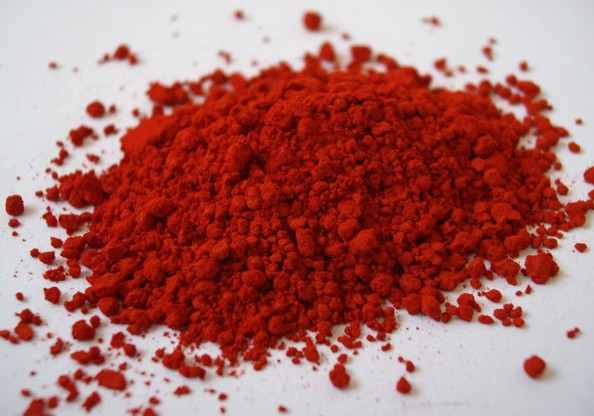
苏丹红一号

苏丹一号是一种用于彩色蜡、油脂、汽油、溶剂和鞋油等的增色添加剂，还可以用于焰火礼花的着色。在日常接触的物品中，家用的红色地板蜡或红色鞋油通常含有苏丹一号的成分。
工业生产苏丹一号是通过苯胺在盐酸中与亚硝酸钠进行重氮化，然后与2-萘酚偶合而成。

## 毒性
根据2004年4月的MSDS数据，苏丹一号存在有限的致癌证据，不可服用。
国际癌症研究机构（IARC （页面存档备份，存于））将苏丹一号归为第三类可致癌物质，这类物质是缺乏足够的直接使人类致癌证据，但是具有潜在致癌危险的物质。
但是有研究说明，苏丹一号染料可以导致动物患上癌症。对小鼠的实验室试验显示注射了苏丹一号的小鼠肝脏长了肿瘤。在将染料直接注射入膀胱后，膀胱也开始生长肿瘤。口服试验迄今为止还是阴性，尚无癌变报告。整个试验证明苏丹一号提高了患癌症的风险。欧盟据此自1995年起禁止使用苏丹一号作为食品添加剂。
苏丹一号可能的致癌机理是其在人体内分解出苯胺，诱发肝脏细胞的基因发生变异，而增加人类患癌症的危险性。同时如果大量接触苯胺，还有可能因为苯胺将血红蛋白结合的Fe(II)氧化为Fe(III)，导致血红蛋白无法结合氧，使人罹患高铁血红蛋白症。
添加在食品中的苏丹一号只是为了增色，由于这种染料染色效果极好，所以食品中的实际用量非常少，添加了它的食品不会导致人立即生病，对健康的潜在影响和以后罹患癌症的风险也不高。

## 食品安全问题
苏丹一号在1918年以前曾经被美国批准用作食品添加剂，但是随后美国取消了这个许可，但是在一些品牌的伍斯特醬、咖喱粉、辣椒粉和辣椒酱中依然使用它来增色。
2003年5月9日，法国报告发现进口的辣椒粉中含有苏丹一号成分，随后欧盟向成员国发出警告，要求各成员国自2003年6月17日起禁止进口含有苏丹一号的辣椒产品。2004年6月12日，英国食品标准署同时发出了两个警告，称Laziza International和Epicure Chilli Beans的辣椒酱产品中发现含有苏丹一号和苏丹四号染料。
2005年2月2日，英国第一食品公司（Premier Foods）向英国环境卫生部门报告，该公司2002年从印度进口的5吨辣椒粉中含有苏丹一号染料，并且已经生产为辣椒酱等调料销往众多下游食品商。2月18日英国食品标准署确认了这个污染，并追查了使用Premier Foods公司供应的原料的食品商，分四批列举了575种含有苏丹一号的食品，并警告消费者不要冒险食用以减少可能导致癌症的几率，同时要求这些食品必须在2月24日12时之前在监督下从货架上全部撤除，对已销售的清单上的产品需要提供无条件退货。英国食品标准署称这是英国历史上最大规模的食品召回事件。据预计，英国食品行业因此遭受的损失可能超过1500万英镑。
在英国发出食品警告之后，2005年2月23日中国国家质量监督检验检疫总局发布了《关于加强对含有苏丹红（一号）食品检验监管的紧急通知》，要求清查在国内销售的食品，特别是进口食品，防止含有苏丹一号的食品在市场中销售使用。
3月29日，中国紧急制定了食品中苏丹红染料检测方法的国家标准，开始正式实施。
中国在许多食品中发现了苏丹红成分，包括肯德基的奥尔良烤鸡翅，香辣鸡腿堡，劲爆鸡米花等五种食品，亨氏食品的桂林辣椒酱，坛坛香辣椒制品等。

## 分析和检验
对于食品中所含苏丹一号的检测分析手段还未见有正式的标准，但是一般可以通过分光光度法或者高效液相色谱和二极管阵列检测器联用（HPLC-DAD）的方法检测出来。
根据欧洲健康与消费者保护综合委员会第四分委员会提供的标准，含有苏丹一号的待测物可以经乙腈提取后，过滤，滤液用反相高效液相色谱仪进行色谱分析，以波长可变的紫外-可见光度检测器定性与定量。定量可以使用标准曲线法或标准加入法，检测波长分别为432nm，478nm和520nm。
确证苏丹一号可以使用液相色谱-电喷雾离子化质谱联用技术，通过比较试样峰和标准样品峰来确定。

## 名称的歧义
苏丹一号是一系列以苏丹命名的染料之一，它在1896年由化学家Daddi命名，当时是如何想到使用苏丹来命名这种染料已经无从考证了。苏丹一号和非洲国家苏丹没有任何关系，但是由于苏丹一号引起的食品安全恐慌为苏丹带来了负面影响。苏丹驻英国大使致函英国食品标准署，希望其对此进行澄清，以免给国家带来负面影响，同时影响苏丹食品的出口 （页面存档备份，存于）。

## 别称和商品名
在作为商品的时候，1-苯基偶氮-2-萘酚通常使用以下商品名或别称（其中有一些是化工产品供应商的注册商标）：
| - Atul Orange R - Benzene-1-azo-2-naphthol - Brasilazina oil Orange - Brilliant oil Orange R - Calcogas M - Calcogas Orange NC - Calco oil Orange 7078 - Campbelline oil Orange - Carminaph - Ceres Orange R - CerotinOrange G - C.I. 12055 - C.I. Solvent Yellow 14 - Dispersol Yellow PP - Dunkelgelb - Enial Orange I - Fast oil Orange - Fast oil Orange I - Fast Orange - Fat Orange I - FettOrange 4A - Grasal Orange - Grasan Orange R | - Hidaco oil Orange - Lacquer Orange VG - MotiOrange R - Oil Orange - Oleal Orange R - Orange à l'huile - Orange insoluble OLG - Orange 3RA soluble in grease - Orange resenole No. 3 - Orange R fat soluble - Organol Orange - Orient oil Orange PS - Petrol Orange Y - 1-(Phenylazo)-2-naphthol - Plastoresin Orange F4A - PyronalOrange - Resinol Orange R - Resoform Orange G - Sansei Orange G - Scharlach B - Silotras Orange TR - Solvent Yellow 14 - Somalia Orange I | - Sudan I - SpiritOrange - Spirit Orange - Spirit Yellow I - Stearix Orange - Sudan J - Sudan Orange R - Sudan Orange RA - Sudan Orange RA new - Tertrogras Orange SV - Toyo Oil Orange - Waxakol Orange GL - Waxoline Yellow I - Waxoline Yellow IM - Waxoline Yellow IP - Waxoline Yellow IS - 苏丹一号 - 苏丹红（I） - 苏丹红一号 - 苏丹黄 - 溶剂黄14 - 油溶黄R - 油溶橙 |